# Сражение в долине Хуанчжан
Сражение в долине Хуанчжан (кит. 黃麞谷之戰) — одно из сражений во время восстания киданей против господства империи Тан, произошедшее 28 августа 696 года в районе современного города Цяньань, провинция Хэбэй, Китай. 

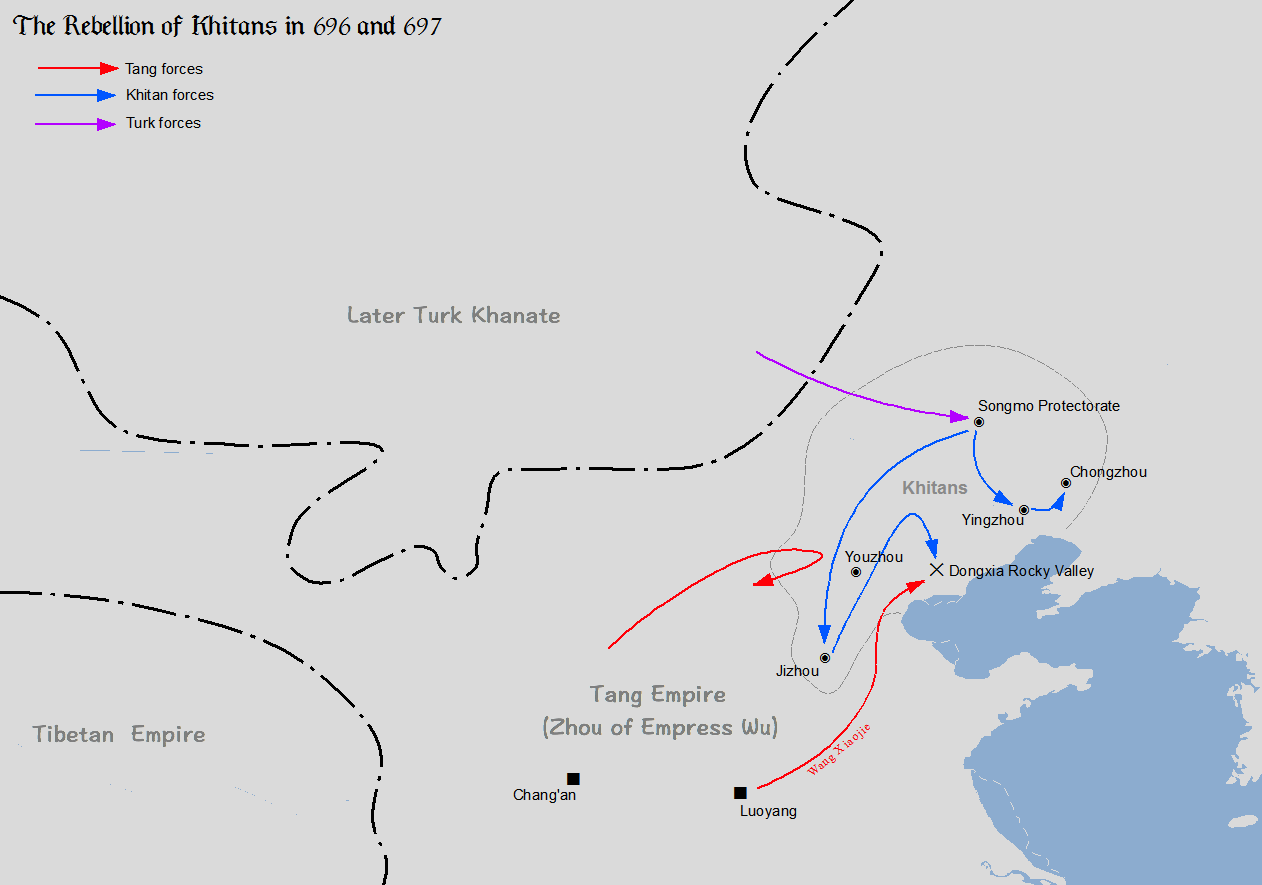
Восстание киданей в 696—697 гг.

## Начало восстания
В VII веке номинальное подчинение Танской империи было необременительно для кочевников и даже выгодно, но китайцы, ошибочно полагая, что их власть окончательно упрочилась, стали назначать своих чиновников на посты правителей застенных владений. Отсюда неизбежно возникали разнообразные осложнения, связанные с ущемлением прав кочевых старейшин, непониманием нужд рядовых кочевников, взяточничеством, вымогательством и оскорбительным высокомерием китайских чиновников. 
В 696 году монгольские племена Центральной Маньчжурии — кидани и татабы — подняли восстание. Причиной  стало поведение Чжао Вэньхуэя, губернатора Инчжоу (ныне город Чаоян, провинция Ляонин), соседствовавшего с киданями, который отказался оказать помощь голодающим кочевникам. Восстание возглавили принявшие танское подданство Ли Цзиньчжун, губернатор Сунмо в Кидане, и его зять Сунь Ваньжун. Они захватили Инчжоу и убили Чжао Вэньхуэя. Ли Цзиньчжун провозгласил себя ханом, а Сунь Ваньжун стал главнокомандующим повстанцами. За 24 дня восстание охватило все восемь киданьских племён. Одновременно поднялись татабы, но, не надеясь на свои силы, заключили союз с тюрками. 

## Ход боевых действий
В течение десяти дней повстанческая армия насчитывала 100 000 солдат. Они напали на Чунчжоу (ныне северо-восточнее города Чаоян провинции Ляонин). В июле киданьский главнокомандующий Сунь Ваньжун повел свою армию в атаку на Даньчжоу (ныне район Миюнь, Пекин), но был отбит танской армией под командованием Чжан Цзюцзе. 
Правительство императрицы У Цзэтянь отправило на подавление киданей регулярную армию под командованием Цао Жэньши, которая 11 июля двинулась к Шаньхайгуаньскому проходу (Юйгуань, ныне Шаньхайгуань, Хэбэй) на восточном участке Великой китайской стены. 
В августе Ли Цзиньчжун решил устроить засаду наступавшим китайцам в долине Сисиши (ныне долина Сисяши к северо-востоку от города Цяньань, провинция Хэбэй), чтобы заманить противника в глубь территории. Он отправил пленных, чтобы те распространяли слухи о том, что кидани слабые и не смогут защитить себя. Военачальники правительственной армии поверили в это и двинулись вперед, стремясь достичь долины Хуанчжан. Кидани также послали своих старых и слабых воинов сделать вид, что они сдаются. Цао Жэньши и его военачальники ослабили бдительность, остановили пехоту и направили вперед в качестве авангарда легкую кавалерию. 
28 августа китайский авангард попал в засаду киданей и был разгромлен. Были схвачены в плен два военачальника. Ли Цзиньчжун использовал захваченную военную печать, чтобы подделать военный приказ; заставил Чжан Сюаньюя (одного из пленных генералов) подписать его, а затем приказ был передан двум военачальникам, командовавшим основными силами. 
Выполняя приказ о движении без привалов и ночёвок, китайские войска двинулись вперёд, но солдаты и лошади не могли выдержать форсированного марша и стали изнемогать. Этим воспользовались кидани, которые устроили засаду и почти уничтожили армию противника. 
У Цзэтянь пришлось готовить новую армию для повторного наступления под командованием Ван Сяоцзе, но и она потерпела поражение в сражении в долине Дунсиши.